# Dimitrovgrad (stacja kolejowa)
Dimitrovgrad (serbski: Димитровград) – stacja kolejowa w Dimitrovgradzie, w okręgu pirockim, w Serbii. 
Jest to ważna stacja i przejście graniczne z Bułgarią. Stacja położona jest w zachodniej części miasta.

## Linie kolejowe
- Nisz – Dimitrovgrad
- Dimitrovgrad – Sofia